# Список умерших в 911 году
В этой статье представлен список известных людей, умерших в 911 году.
См. также: Категория:Умершие в 911 году

## Февраль
- 28 февраля — Абу Абдуллах аль-Шии[англ.] — духовный и повстанческий исмаилитский лидер берберов Кутама; казнён

## Апрель
- 4 апреля — Лю Инь[англ.] — китайский принц династии Тан, военный губернатор Гуанчжоу
- 14 апреля — Сергий III — папа римский (904—911)
- 26 апреля — Вифред II Боррель — граф Барселоны, Жироны и Осоны (897—911); отравлен

## Август
- 19 августа — Имам Аль-Хади иля-ль-Хакк Яхъя — религиозный и политический лидер на Аравийском полуострове во в конце IX — начале X века. Он был первым зейдитским имамом правившим в высокогорном Йемене в 897—911 годах. Основал династию Рассидов, которая правила в Йемене до 1962 года.

## Сентябрь
- Людовик IV Дитя — король Восточно-Франкского королевства и король Лотарингии (900—911)

## Ноябрь
- Бурхард I — герцог Швабии (909—911), маркграф Реции (895—911); казнён по обвинению в государственной измене

## Дата неизвестна или требует уточнения
- Ибн ар-Раванди — арабский мыслитель и литератор, критик Корана. Дата смерти предположительна
- Лю Янчанг[англ.] — китайский военный губернатор Ганьчжоу (910—911), убит
- Сергий II Иерусалимский[порт.] — патриарх Иерусалимский (908—911)
- Этельред II — король Мерсии (879—883), лдормен Мерсии (883—911)